# Jacaena menglaensis
Espèce
Jacaena menglaensis est une espèce d'araignées aranéomorphes de la famille des Liocranidae.

## Distribution
Cette espèce est endémique du Yunnan en Chine,. Elle se rencontre dans le xian de Mengla.

## Description
Le mâle holotype mesure 6,06 mm.
La femelle décrite par Lu, Chu, Li et Yao en 2023 mesure 8,13 mm, les mâles mesurent de 6,15 à 6,84 mm et les femelles de 7,21 à 8,83 mm.

## Systématique et taxinomie
Cette espèce a été décrite par Mu et Zhang en 2020.

## Étymologie
Son nom d'espèce, composé de mengla et du suffixe latin -ensis, « qui vit dans, qui habite », lui a été donné en référence au lieu de sa découverte, le xian de Mengla.

## Publication originale
- Mu & Zhang, 2020 : « The genus Jacaena Thorell, 1897 from southern China (Araneae: Liocranidae). » Zootaxa, no 4819(2), p. 335-348.